# Saxon & Lindströms förlag
Saxon & Lindströms förlags AB var ett bok- och tidskriftsförlag i Stockholm under tiden 1928 till 1987.
Förlaget grundades 1928 då de tre bröderna Johan Lindström Saxon, Edvard Lindström och David Lindström lade samman fyra mindre förlag som de drivit sedan 1905. Förlaget avvecklades 1987.

## Tidningar
- Svensk Damtidning 1889–1992
- Viola – Trädgårdsvärlden [2] 1895–1987
- Såningsmannen (tidning) 1905–1964
- Lektyr 1923–1988
- Vi damer 1944–1963
- Saxons Veckotidning 1964–1987
- Schlager (tidning) 1980–1985